# The Shoop Shoop Song (It's in His Kiss)
«It's in His Kiss» — пісня, написана Руді Кларком. Вперше вийшла як сингл Меррі Клейтон у 1963 році, який не потрапив в чарти. Пісня стала хітом через рік, коли її записала Бетті Еверетт, який посів перше місце в R&B-чартах журналу «Cashbox» у 1964 році. Записана десятками артистів та гуртів у всьому світі за минулі десятиліття, пісня стала знову стала міжнародним хітом, коли Шер переробила її у 1990 році.
Пісня співається з погляду жінки, яка намагається навчити молоду дівчину розпізнавати справжнє кохання. Вона рішуче наполягає: «Уся справа у його поцілунку». Вона засмучується через дівчину, яка припускає, що інші речі, такі як його поведінка та його обійми, можуть бути знаками, які вона шукає. Жінка лає дівчину за те, що вона її не слухає, і наполягає на тому, що єдина вірна ознака справжнього кохання — це поцілунки коханого.

## Версія Меррі Клейтон
Пісня «It's in His Kiss», спочатку запропонована й відкинута «Shirelles», провідним жіночим гуртом початку 1960-х років, була вперше записана в Лос-Анджелесі Меррі Клейтон як її перший сингл. Клейтон раніше виконувала вокал (без позначення її ім'я на обкладинці сингла) у хіті «You're the Reason I'm Living» Боббі Даріна, який став його дебютним записом у співпраці з компанією «Capitol Records». Згодом Дарін організував для самої Клейтон підписання контракту з «Capitol». Композитор «It's in His Kiss» Руді Кларк був штатним піснярем компанії «TM Music», яку очолював Дарін. Запис пісні, зроблений Клейтоном, був спродюсований Джеком Ніцше, за участю Хела Блейна на барабанах і гурту «The Blossoms» як приспіву. Пісня вийшла як сингл 10 червня 1963 року, який не мав успіху.
Надалі Клейтон повторно виконала цю пісню як саундтрек до фільму «Покоївка на замовлення» 1987 року, в якій вона, як персонаж Одрі Джеймс, заспівала її в кульмінаційній сцені картини у супроводі вигаданого гурту «Loaded Blanks», який грали Джек Рассел, Лорн Блек, Оді Десброу, Марк. Кенддал і Майкл Ларді з рок-гурту «Great White».

## Версія Бетті Еверетт

### Передумови
Келвін Картер, головний спеціаліст відділу кадрів і репертуару чиказької компанії звукозапису «Vee-Jay Records», знайшов «It's in His Kiss» під час відвідування Нью-Йорка у пошуках матеріалу для своєї компанії, яка займалася записом зокрема співачки Бетті Еверетт. Після успіху Еверетт з піснею «You're No Good», яку Картер теж привіз з Нью-Йорка, він запропонував співачці записати як наступний сингл «It's in His Kiss». Еверетт, якій пісня здалася дитячою, неохоче погодилася. Для акомпануючого вокалу під час запису Еверетта було обране штатне вокальне тріо дівчат-підлітків компанії «Vee-Jay» під назвою «The Opals» (до його складу входили Роуз «Тутсі» Аддісон, Майра Тіллістон і Роуз Е. Келлі зі Східного Чикаго, штат Індіана).
Дейв Марш у своїй книзі «Серце року і душі» вважає, що версія Бетті Еверетт, «хоча [вказано] як сольний виступ, є одним із найкращих жіночих гуртових хітів, безсумнівно, найкращим, зробленим за межами осі Нью-Йорк / Філадельфія / Лос-Анджелес».

### Оцінки
Версія Еверетт «The Shoop Shoop Song» досягла 6-го місця в чарті «Billboard Hot 100» навесні 1964 року. Хоча тоді журнал «Billboard» ще не публікував свій R&B-чарт, проте кавер-версія Еверетт стала хітом «номер один» чарту R&B журналу «Cashbox». Під час міжнародного релізу пісня Еверетт «The Shoop Shoop Song» також стала хітом в Австралії, досягнувши 21-го місця, тоді як у Великій Британії вона спочатку була не одразу помічена, у той час, як інший, другорядний американський хіт Еверетт «Getting Mighty Crowded» 1965 року посів 65 місце. У 1968 році лейбл «President Records» перевидав обидві пісні на одному синглі з «The Shoop Shoop Song» А-стороні, який досяг 34 місця.

## Версія Рамони Кінг
Наступний запис «It's in His Kiss» було зроблено в Лос-Анджелесі Рамоною Кінг, співачкою у стилі R&B із Сан-Франциско: цю версію спродюсували Джо Сарасено та колишній партнер Філа Спектора, Джеррі Ріопелл, і випустили на «Warner Records» у лютому 1964 року, за тиждень до випуску версії Еверетт. Хоча сингл Еверетт більше транслювався по радіо через те, що вона була визнаним хітмейкером (з піснею «You're No Good»), компанія «Vee-Jay Records», побоюваючись втратити кількість продажів сиглу Кінг, вирішила відокремити версію Еверетт, випустивши її під назвою «The Shoop Shoop Song», посилаючись на бек-вокал у пісні.

## Версія Лінди Льюїс
«The Shoop Shoop Song» вперше стала головним британським хітом у 1975 році завдяки її диско-версії під назвою «It's in His Kiss» британської вокалістки Лінди Льюїс, записаної на «Mediasound Studios» в Нью-Йорку з продюсерами Бертом де Куто і Тоні Сільвестром, також під час цієї сесії була записана інша відома пісня співачки «Rock and Roller Coaster». Льюїс згадувала: «Клайв [Девіс] — засновник і президент „Arista Records“ — відправив мене до Нью-Йорка для роботи з Бертом де Куто, який [продюсував] „Sister Sledge“ й схожих людей… І у мене в студії були всі ці чудові бек-вокалістки, такі як Деніс Вільямс та Лютер Вандросс. Я подумала: „О, Боже мій!“ Я просто маленька дівчинка з Іст-Енду… Я щойно зайшовши у студію і, очевидно, влучила у саму точку». Клайву Девісу прийшла ідея переробити для Льюїс класичний хіт на стиль диско і він зіграв у студії кілька старих фрагментів пісні, за словами Льюїс: «Щойно зазвучали [слова „Уся справа у його поцілунку“], ми всі сказали — „це воно“». Співачка казала: «Мені завжди подобалася ця пісня, і я співала її у ванні», при цьому вважаючи, що створення диско-запису «насправді не моє».
Випущена як «It's in His Kiss» — попри те, що пісня містила варіант бек-вокалу «shoop shoop» — версія Льюїс увійшла до десятки найкращих синглів британського чарту в серпні 1975 року. 26 липня того року сингл посів 13-е місце на третьому тижні перебування в чартах, надалі, виконання Льюїс пісні у телепередачі «Top of the Pops» від 24 липня, посприяло його просуванню на 8-е станом на 2 серпня. Своєї максимальної позиції в британських чартах сингл досяг 9 серпня 1975 року, коли він піднявся з шостого до третього, після чого, 16 серпня він опустився до останнього 9 місця десятки. «It's in His Kiss» також потрапила до десятки найкращих синглів ірландського чарту, посівши 9 місце. В США «It's in His Kiss» посіла 11 місце в чарті танцювальних пісень, заодно потрапивши у чарт R&B журналу «Billboard», де посіла 96 місце. Сингл також майже потрапив у чарт «Billboard Hot 100», після чого опустився до чарту «Bubbling Under Hot 100» зі своїм 107 місцем. «It's in His Kiss» була включена до дебютного альбому Льюїс випущеного на лейблі «Arista Records», під назвою «Not a Little Girl Anymore», який досяг 40 місця у чарті «UK Albums Chart».

## Виконання Лінди Ронстадт
В епізоді телепередачі «Saturday Night Live» від 19 травня 1979 Лінда Ронстадт і Фібі Сноу виконали дуетом «The Shoop Shoop Song». В інтерв'ю від жовтня 2008 року Сноу заявила, що вони з Ронстадт «завжди обговорювали» запис «The Shoop Shoop Song», додавши: «Можливо, ще зберемося». Проте дует так і залишився незаписаним, Сноу померла 26 квітня 2011 року під час виступу. Ронстадт також виконала «The Shoop Shoop Song», з вокальним супроводом Ніколетт Ларсон, під час участі у двох благодійних концертах Джеррі Брауна 21–22 грудня 1979 року. Надалі ця версія виконання «The Shoop Shoop Song» була оголошена Ронстадт серед шести треків які вона збиралася включити до свого майбутнього альбому «Mad Love», проте платівка вийшла у лютому 1980 року без включення пісні. Надалі Ронстадт виконала «The Shoop Shoop Song» як гостя в епізоді передачі «The Muppet Show» від 26 жовтня 1980 року. На концерті «Rally For Nuclear Disarmament», що відбувся в Центральному парку 12 червня 1982 року, Ронстадт включила «The Shoop Shoop Song» у список пісень, з вокальним супроводом Ніколетт Ларсон і Розмарі Батлер. Якби Ронстадт записала «The Shoop Shoop Song» для свого альбому «Mad Love», її продюсував би Пітер Ешер, який зрештою спродюсував кавер-версію міжнародного хіта 1990 року, у виконанні Шер.

## Версія Шер

### Передумови
Співачка та акторка Шер також записала кавер-версію «The Shoop Shoop Song», яка стала саундтреком до фільму «Русалки» 1990 року, де вона зіграла головну роль. Пісня виконувалася під час заключних титрів фільму. Випуск синглу «The Shoop Shoop Song» в США збігся з листопадовим випуском фільму. Сингл посів 33 місце у «Billboard Hot 100» і перше місце у Великій Британії. Пісня стала першим сольним синглом Шер «номер один» у Великій Британії з 1965 року, востаннє таке місце у чартах цієї країни вона посідала з її тодішнім чоловіком Сонні Боно та їх першим хітом «I Got You Babe».
Пісня Шер «The Shoop Shoop Song» також очолила чарти Австрії, Ірландії та Норвегії; сингл посів друге місце у Бельгії та потрапив до «десятки найкращих» у Франції, Німеччині, Новій Зеландії, Австралії, Швейцарії, Нідерландах та Швеції.
Успіх синглу у Великій Британії та континентальній Європі відбився у його додаванні до наступного альбому Шер «Love Hurts», випущеного у цих частинах світу, Австралії та Новій Зеландії. «The Shoop Shoop Song» також була включена в канадський реліз альбому, тоді як в США пісня не входила до альбомів Шер аж до випуску у 1999 році збірки «If I could Turn Back Time: Cher's Greatest Hits».

### Оцінки
Ларрі Флік із «Billboard» писав: «Забавний та вірний кавер поп-самородка Бетті Еверетт, піднятий для саундтреку до нового фільму Шер „Русалки“. Воістину чарівний».

### Музичне відео
Оригінальне відео на пісню «The Shoop Shoop Song (It's in His Kiss)» було знято Марті Коллнером для просування фільму «Русалки». У відео Шер із Вайноною Райдер та Крістіною Річчі, які зіграли в «Русалках» її дочок, показані у музичній студії, одягнені у стилі 1960-х років, події фільму відбуваються саме цього періоду, й показані уривки з нього, на всьому протязі кінокартини. Ближче до кінця відео Шер та дівчата показані за розписом стін у провулці. Після того, як «Русалки» перестали йти в кінопрокаті, було випущено нове відео, з якого було видалено сцени з фільму.

### Трек-лист
- Американський 7-дюймовий і касетний сингл

1. «The Shoop Shoop Song (It's in His Kiss)» — 2:51
2. «Love on a Rooftop» — 4:22

- Європейський 7-дюймовий і касетний сингл

1. «The Shoop Shoop Song (It's in His Kiss)» — 2:51
2. «Baby I'm Yours» — 3:19

- Європейський 12-дюймовий і CD сингл

1. «The Shoop Shoop Song (It's in His Kiss)» — 2:51
2. «Baby I'm Yours» — 3:19
3. «We All Sleep Alone» — 3:53

- 1993, іспанський 12-дюймовий сингл

1. «The Shoop Shoop Song (It's in His Kiss)» — 2:51
2. «Love and Understanding» — 4:42
3. «Save Up All Your Tears» — 3:58

- 1997, американський 12-дюймовий сингл

1. «The Shoop Shoop Song (It's in His Kiss)» (Obsession Mix) — 8:21
2. «The Shoop Shoop Song (It's in His Kiss)» (Crush Mix) — 8:19
3. «The Shoop Shoop Song (It's in His Kiss)» (Ventura Party Dub) — 6:45
4. «The Shoop Shoop Song (It's in His Kiss)» (Ventura Radio Edit) — 4:03

### Чарти
| Чарт (1990—1991)                     | Позиція |
| ------------------------------------ | ------- |
| Австралія (ARIA)                     | 4       |
| Австрія (Ö3 Austria Top 75)          | 1       |
| Бельгія (Ultratop Flanders)          | 2       |
| Canada Top Singles (RPM)             | 21      |
| Canada Adult Contemporary (RPM)      | 4       |
| Данія (IFPI)                         | 1       |
| Європа (European Hot 100 Singles)    | 1       |
| Франція (SNEP)                       | 3       |
| Німеччина (Media Control AG)         | 3       |
| Ісландія (Íslenski Listinn Topp 40)  | 7       |
| Ірландія (IRMA)                      | 1       |
| Нідерланди (Dutch Top 40)            | 5       |
| Нідерланди (Mega Single Top 100)     | 5       |
| Нова Зеландія (RIANZ)                | 3       |
| Норвегія (VG-lista)                  | 1       |
| Португалія (AFP)                     | 3       |
| Квебек (ADISQ)                       | 25      |
| Іспанія (Top 40 Radio (AFYVE))       | 37      |
| Швеція (Sverigetopplistan)           | 10      |
| Швейцарія (Media Control AG)         | 4       |
| Велика Британія (UK Singles Chart)   | 1       |
| США (Billboard Hot 100)              | 33      |
| США (Adult Contemporary) (Billboard) | 7       |
| Зімбабве (ZIMA)                      | 1       |

| Чарт (1997)                       | Позиція |
| --------------------------------- | ------- |
| US Dance Maxi-Singles (Billboard) | 50      |

| Чарт (2019)                     | Позиція |
| ------------------------------- | ------- |
| Польща (Polish Airplay Top 100) | 56      |

| Чарт (1991)                               | Позиція |
| ----------------------------------------- | ------- |
| Австралія (ARIA)                          | 10      |
| Австрія (Ö3 Austria Top 40)               | 3       |
| Бельгія (Ultratop 50 Flanders)            | 14      |
| Канада (Adult Contemporary (RPM))         | 49      |
| Європа (European Hit Radio Top 100)       | 7       |
| Європа (European Hot 100 Singles)         | 5       |
| Німеччина (Official German Charts)        | 8       |
| Нідерланди (Dutch Top 40)                 | 44      |
| Нідерланди (Single Top 100)               | 36      |
| Нова Зеландія (Recorded Music NZ)         | 9       |
| Норвегія (Spring Period (VG-lista))       | 1       |
| Швейцарія (Schweizer Hitparade)           | 7       |
| Велика Британія (Official Charts Company) | 3       |
| США (Adult Contemporary (Billboard))      | 48      |

| Чарт (1990—1999)            | Позиція |
| --------------------------- | ------- |
| Австрія (Ö3 Austria Top 40) | 20      |

### Сертифікації і продажі
| Регіон                                                                                          | Сертифікація | Продажі  |
| ----------------------------------------------------------------------------------------------- | ------------ | -------- |
| Австралія (ARIA)                                                                                | Платиновий   | 70 000^  |
| Австрія (IFPI Austria)                                                                          | Золотий      | 25 000*  |
| Франція (SNEP)                                                                                  | Срібний      | 255,000  |
| Німеччина (BVMI)                                                                                | Золотий      | 250 000^ |
| Нова Зеландія (RIANZ)                                                                           | Золотий      | 5000*    |
| Велика Британія (BPI)                                                                           | Золотий      | 483,000  |
| *продажі, що базуються лише на сертифікаціях ^відвантаження, що базуються лише на сертифікаціях |              |          |

## Інші версії
- Першими британськими виконавцями, що виконали «The Shoop Shoop Song», став чоловічий гурт «The Searchers», з Майком Пендером на чолі, який записав пісню під назвою «It's In Her Kiss» для свого альбому «It's the Searchers», випущеного у квітні 1964 року.
- «It's In Her Kiss», під такою ж назвою, була згодом була записана іншим британським гуртом «The Hollies».
- Записали «It's in His Kiss» також британські виконавиці Гелен Шапіро, Лулу та Сенді Шоу, хоча жодна з цих версій не була випущена як сингл.
- Пісня була виконана Аретою Франклін у її альбомі «Runnin' Out of Fools», випущеному у листопаді 1964 року.
- У 1974 році пісня була перероблена австралійським гуртом «The Bootleg Family Band». «The Shoop Shoop Song» увійшла до п'ятірки найкращих хітів гурту, який пізніше став відомим як «Avalanche».[63]
- Лена Завароні також записала 1974 року «It's in His Kiss» для свого альбому «If My Friends Could See Me Now».
- Крістін Спаркл записала сингл з піснею під унікальною назвою «In His Kiss» (обкладинка була аналогічною альбому «Image», до якого він увійшов).
- У 1976 році Анн Рене записала французьку версію пісні, під назвою «Embrasse-le», для якої запозичила аранжування з диско-кавера Лінди Льюїс 1975 року.
- Кейт Тейлор переробила «It's in His Kiss» на пропозицію Лівінгстона Тейлора. Співачка включила до неї акустичне виконання із зустрічним вокалом Джеймса Тейлора (який був співпродюсером треку разом з Лью Ханом). Версія Кейт Тейлор була записана в серпні 1999 року у Нью-Йорку й стала єдиним її хітом, що потрапив в чарт «Billboard Hot 100» (посіла 49 місце у Hot 100 журналу «Billboard»), а в чарті легкої музики трек досяг 13 місця. Незважаючи на відсутність фірмового бек-вокалу, як у версії Бетті Еверетт, кавер Кейт Тейлор вийшов під назвою «It's in His Kiss (The Shoop Shoop Song)» й був включений до її однойменного альбому «Kate Taylor» у 1978 році. Журнал «Cash Box» висловився щодо цієї версії словами: «незважаючи, що це софт-рокер, її вокал енергійний, і пісня резонує з новим життям».[64]
- У 1979 році музикант Сіссе випустив свою версію пісні під назвою «It's in Her Kiss» для свого альбому «Summer Party».
- Гурт «The Swinging Blue Jeans» посіли 3 місце у Великій Британії зі своїм кавером до попереднього синглу Бетті Еверетт з піснями «The Shoop Shoop Song», «You're No Good», проте їхня групова версія «It's in Her Kiss» не випускалася до 1998 року, коли вона була включена до збірки «At Abbey Road».
- Інші версії «The Shoop Shoop Song» були записані гуртом «The Supremes», Аретою Франклін у 1964 році (як «It's in Her Kiss») та гуртом «The Newbeats» для їхнього дебютного альбому «Bread & Butter» також у 1964 році.
- «The Shoop Shoop Song (It's in His Kiss)» була переспівана Ненсі Бойд і «The Capello» (з Дері Кампанільєю) в альбомі «Let's Hang On!» 1987 року.
- Гурт «Kids Incorporated» виконали кавер до «The Shoop Shoop Song (It's in His Kiss)» у 1991 році в одному з епізодів серіалу «A Hard Date's Night» 7 сезону.
- Майя Благдан записала хорватську версію пісні під назвою «Cura za sve» («Дівчина для всього») й включила її до альбому «Bijele růže» («Білі троянди») 1994 року.[65]
- Живий сингл «It's in His Kiss», разом з декількома іншими мелодіями епохи 1960-х років, був виконаний вигаданим жіночим гуртом «The Flavorettes» в епізоді серіалу «Up the Ladder to the Roof» 5 сезону, 1997 року.
- Гурт «The Nylons» створили кавер до «The Shoop Shoop Song» для альбому «Hits Of The 60's A Cappella Style» 1997 року.
- Вонда Шепард створила кавер до пісні для альбому «Songs from Ally McBeal» 1997 року.
- Мері Дафф записала кавер пісні як «It's in His Kiss (The Shoop Shoop Song)» для збірки «The Ultimate Collection» 2005 року.
- Анна Бук записала кавер пісні для альбому «Let's Dance» 2006 року.
- У 2014 році Піксі Лотт записала кавер до пісні для епізоду «Синій для синього птаха» серіалу про інспектора Джорджа Джентлі.
- У мільтсеріалі «Пригоди мультяшок» використовували версію пісні Бетті Еверетт, в епізоді під назвою «Toon Tv», де крихітні мультяшки показують музичні кліпи. У «Tiny Toons» віддається шана каверу Шер, з реконструкцією сцени з фільму «Русалки».
- Талія записала кавер іспанською мовою для своєї кампанії з «поцілунками Герші».[66]
- У мюзиклі «The Cher Show», що проходила у Чикаго влітку 2018 року та відкрився на Бродвеї у грудні 2018 року, де акторки Стефані Дж. Блок, Мікаела Даймонд та Тіл Вікс грали у трьох аспектах Шер, яка виконувала «The Shoop Shoop Song». Оглядач чиказької постановки з PictureThisPost.com Лорен Кац казав, що пісня «творчо вплетена в оповідання [з'являючись] у першому акті в розпал перших днів роману [Шер] з Сонні… Шер та її кращі друзі пліткують про те, чи закоханий у неї Сонні, а потім переходять до пісні, яка весела, безтурботна та сповнена надії на те, що юна Шер… на все життя буде з цим чоловіком». Також Блок, Даймонд та Вікс записали цю версію пісні для альбому, що містив саундтреки до мюзиклу, із бродвейських виступів, що вийшов у квітні 2019 року.[67] Block, Diamond and Wicks recorded the song for the show's Broadway cast album released April 2019.[68]
- У 7 сезоні телешоу «Masked Singer» Кірсті Еллі (у ролі мамонтеня) заспівала цю пісню, перш ніж її виключили.